# Moby-Dick (boek)
Moby-Dick; of, de Walvis is een roman van de Amerikaanse schrijver Herman Melville uit 1851, over de jacht op de witte potvis Moby Dick door kapitein Ahab van de walvisvaarder Pequod, die in een eerdere confrontatie met het dier zijn been heeft verloren. Deze potvis zou zoveel rampen hebben veroorzaakt voor de walvisvaarders dat het dier uitgroeide tot een mythe. 
Melville droeg het werk op aan de bevriende schrijver Nathaniel Hawthorne, 'als blijk van mijn bewondering voor zijn begaafdheid'. Hoewel de roman bij verschijning flopte en al snel vergeten was, behoort de openingszin ('Noem me Ismaël') thans tot de bekendste openingen uit de hele wereldliteratuur. In de 20e eeuw verwierf Moby-Dick de reputatie een van de belangrijkste Amerikaanse bijdragen aan de literatuur te zijn.
Het verhaal is gebaseerd op Melvilles eigen ervaringen als walvisvaarder op de Acushnet in 1841. Het slot van de roman is gebaseerd op het lot van de Essex, die in 1820 door een walvis tot zinken werd gebracht. Moby Dick zelf is gebaseerd op de beruchte ongrijpbare witte potvis Mocha Dick, die in de jaren tussen 1810 en 1840 herhaaldelijk de wateren onveilig maakte.
De schrijfstijl kenmerkt zich door een rijke woordenschat, een complexe, barokke zinsbouw, humor, metaforen en symboliek. Tal van registers worden benut, waaronder preken, regionale accenten en hoofdstukken in een stream-of-consciousness-stijl. Elk hoofdstuk vormt een afgeronde eenheid; sommige zijn opgebouwd als een anatomische verhandeling of een pseudo-taxonomie van walvissoorten, andere zijn opgezet als de tekst van een toneelstuk of zelfs een ballet of een alleenspraak. Grote invloed ging dan ook uit van de toneelschrijver Shakespeare, wiens stijl en taal het boek doordesemen. De thematiek betreft de aard en betrouwbaarheid van kennis en waarneming, de vrije wil versus predestinatie, sociale status, het concept van goed en kwaad, en de vraag omtrent het wel of niet bestaan van goden.
Op het laatste moment veranderde Melville de titel van The Whale naar Moby-Dick. De nieuwe titel kwam te laat voor de Britse editie in drie delen, die eerder dan de Amerikaanse verscheen. In de Britse editie ontbrak de epiloog waarin het overleven van Ismaël beschreven wordt. Dit leidde tot kritiek in de recensies, omdat het nu leek alsof het verhaal verteld werd door een verdronken bemanningslid. Ook werd de Britse editie sterk gecensureerd, met name waar het blasfemische en seksuele passages betrof. Zelfs passages over het seksleven van walvissen sneuvelden, terwijl veel blasfemisch opgevatte frasen in feite verwijzingen zijn naar Miltons Paradise Lost. Daarnaast werd alles geschrapt wat maar enigszins als kritiek op de Engelsen kon worden uitgelegd: zo verdween het volledige hoofdstuk 25 over de rol van walvisolie bij de Britse kroningsplechtigheid.
De gemengd ontvangen roman werd geen succes in de 19e eeuw. Op de titelpagina's van Melvilles latere boeken staat wel vermeld dat hij de auteur van Typee was, maar niet van Moby-Dick. Na de Eerste Wereldoorlog nam de studie van de Amerikaanse literatuur een aanvang, en in de jaren na de herdenking van Melvilles honderdste geboortedag steeg zijn reputatie gestaag en in het bijzonder die van Moby-Dick.

## Inhoud

### Samenvatting

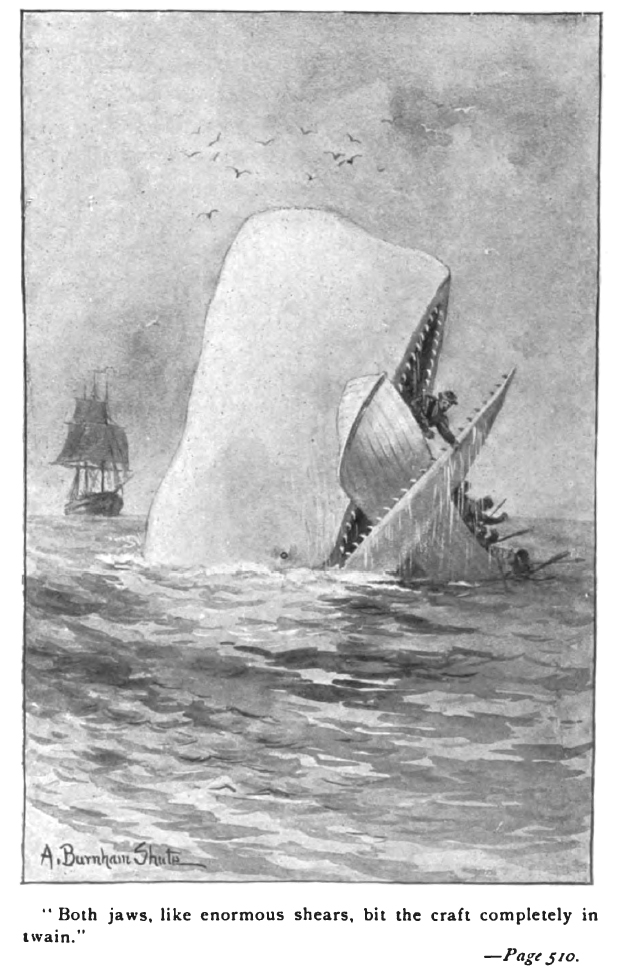
Illustratie uit een vroege editie van Moby-Dick

In een decembermaand besluit Ismaël, een voormalige leraar, om zich aan te melden voor de walvisjacht. Hij reist van zijn woonplaats New York naar Nantucket in Massachusetts. In New Bedford logeert hij in de herberg De Walvis, waar hij noodgedwongen een bed deelt met een harpoenier, een getatoeëerde Polynesische prins genaamd Queequeg, wiens vader de koning was van het eiland Rokovoko. Al snel worden de twee boezemvrienden. 
De volgende ochtend gaat Ismaël ter kerke en hoort hij Vader Mapple preken over Jona. Op maandag arriveren de twee te Nantucket, waar ze verblijven in logement De Traanpotten. Dinsdag onderhandelt Ismaël met de eigenaren van de walvisvaarder Pequod, Bildad en Peleg, om zich aan te melden voor de reis. Queequeg blijft op hun kamer om een ramadan te houden. Ismaël wenst de kapitein te zien, maar die is ziek. Peleg schetst een beeld van de kapitein, die Achab heet, "een kostelijke, goddeloze, goddelijke man”. Achab is onvergelijkbaar met anderen, “hij is Achab, jongen; en Achab, weet ge, was vanouds een gekroonde koning!” Op zijn laatste reis heeft een walvis zijn been ontnomen en sindsdien is Achab “verschrikkelijk humeurig en woest soms; maar dat gaat allemaal wel voorbij.” Hij mag dan geteisterd en beproefd zijn, “Achab heeft zijn menselijkheden!"
De volgende dag wordt ook Queequeg aangenomen. Op hun weg terug ontmoet het duo een in lompen gehulde oude ziener, Elia, die vraagt of er op de monsterrol, het formulier van aanmonsteren, nog iets over hun zielen stond. Mochten ze geen ziel hebben, dan is die van Achab groot genoeg om een tekort bij anderen op te vullen, gaat hij verder, waarna hij over “die ouwe donderaar” vertelt. Jaren geleden heeft Achab eens drie dagen en nachten voor lijk gelegen en was hij betrokken bij een dodelijk handgemeen met een Spanjaard voor een altaar te Santa, en heeft in een zilveren kalebas staan spugen. Het verlies van zijn been zou zijn voorzegd. 
Niemand weet van deze mysterieuze zaken. Dan begint Elia over hun aanstaande reis: “wat er te gebeuren staat, gebeurt toch; en dan nog, misschien blijft het wel uit ook. Hoe dan ook, alles staat al vast hoe het komen gaat.” Op Kerstochtend kijkt het duo toe hoe de voorraad voor een reis van drie à vier jaar aan boord wordt gebracht. Ook komen vier of vijf geheimzinnige figuren aan boord. Op een koude Kerstdag sturen Peleg en Bildad de Pequod de haven uit.

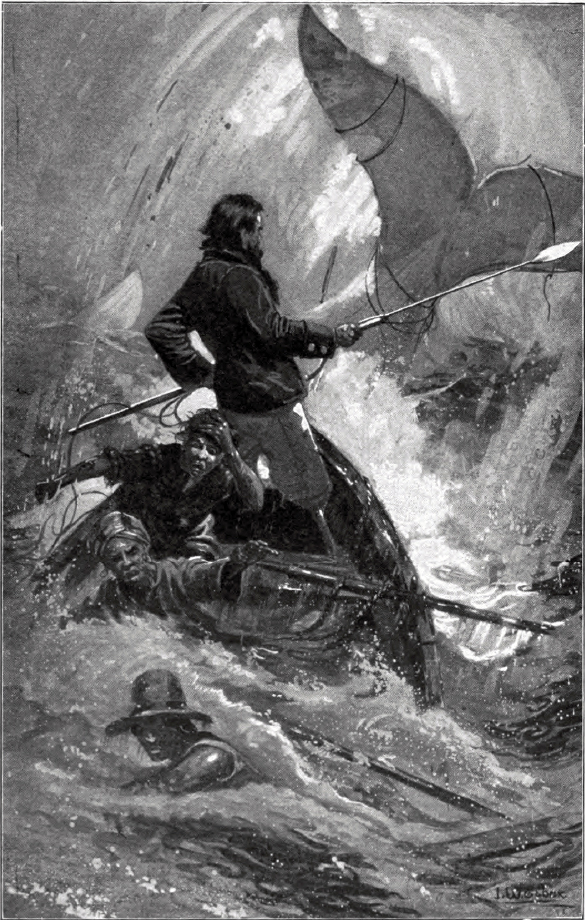
Achab bevecht Moby Dick

Achab maakt op Ismaël vanaf het begin een vreemde indruk. Hij is nergens te bekennen als de rest van de bemanning inscheept en tijdens het eerste deel van de reis verlaat hij bijna nooit zijn hut. Wanneer Achab zich eindelijk vertoont, is Ismaël duidelijk geïntimideerd door diens uiterlijk met een kunstbeen van potvisbot. Achab is op jacht naar Moby Dick, een witte potvis waaraan hij op zijn vorige vaart zijn been verloor. Achab is vastbesloten het beest te vinden en wraak te nemen. Hij laat zich daarbij door niets of niemand tegenhouden. Omdat Achab wel begreep dat de eigenaren van de Pequod walvissen wilden bejagen voor de winst in plaats van voor wraak, heeft hij in het geheim zijn eigen crew mee aan boord genomen. Een van hen is de mysterieuze harpoenier Fedallah.
Tijdens de reis ontmoet de Pequod negen andere schepen, waarmee de bemanning vaak ervaringen met Moby Dick uitwisselt. Uiteindelijk komt de Pequod de potvis op het spoor en zet de achtervolging in. Drie dagen lang achtervolgt het schip de potvis, die overal waar hij komt vernielingen aanricht. Fedallah komt om bij een mislukte poging Moby Dick te harpoeneren. Starbuck, de eerste stuurman, blijft proberen Achab om te praten van zijn wraak af te zien, daar het moedwillig volgen van Moby Dick het schip en de bemanning alleen maar schade zal toebrengen. Achab houdt echter voet bij stuk en gaat persoonlijk in een sloep de zee op om Moby Dick te harpoeneren. Het touw van de harpoen wikkelt zich echter om Achabs nek waarop hij door de potvis mee de diepte wordt ingetrokken.
De sloepen en het schip zelf worden door Moby Dick geramd en vergaan. Alle bemanningsleden die nog aan boord waren zijn reddeloos verloren. Ismaël weet als enige te overleven door zich vast te klampen aan de doodskist die Queequeg eerder voor zichzelf maakte. Hij wordt uiteindelijk gered door de bemanning van de Rachel, een van de schepen die de Pequod eerder ontmoette.

### Personages
Moby DickDe witte potvis waar het verhaal om draait. Hij staat bekend als een uitzonderlijk agressief dier dat al vele schepen heeft aangevallen en onder andere Achabs been heeft afgebeten. Hij wordt vaak gezien als een symbool voor de zee, de natuur, het noodlot en zelfs God.
IsmaëlMatroos op en enig overlevende van de Pequod; jaren later verteller van het verhaal. Hij vertelt bij aanvang van het boek dat hij het zeeleven opzocht omdat hij zich vervreemd voelde van de menselijke samenleving. Hij wordt tegenwoordig vaak gezien als toonbeeld van sociale buitenstaanders in verhalen, zoals wezen en verbannen mensen. Ismaël is in het boek Genesis de oudste zoon van Abram.
AchabIn het origineel Ahab. De kapitein van de Pequod. Hij staat bekend als een tiran met een enorme obsessie voor zijn wraak op Moby Dick. Zijn moeder was een weduwe die stierf toen hij twaalf maanden oud was. De oude Indiaanse vrouw Tistig heeft voorzegd dat zijn naam een voorspelling in zich draagt. Op zijn 18e begon hij met de walvisjacht en ten tijde van het verhaal zit hij al 40 jaar in het vak, zodat hij ongeveer 58 moet zijn. Drie reizen terug is hij getrouwd met een veel jongere vrouw, met wie hij een klein kind heeft. Achab vertoont veel kenmerken van de typische tragische held; hij is op zich geen slecht mens, maar zijn fanatisme wordt hem uiteindelijk fataal. Hij heet naar de slechte koning Achab van Israël (1 Koningen 16:29 v).
Vader MappleEen voormalige walvisvaarder en predikant van de New Bedford Whaleman's Chapel
EliaEen oude ziener die Ismaël en Queequeg waarschuwt voor Achab. Elia was een van de grootste profeten van Israël en een tegenstander van koning Achab.
StarbuckDe jonge eerste stuurman van de Pequod. Van hem is enkel bekend dat hij getrouwd is en een zoon heeft. Van alle bemanningsleden is hij het meest tegen het feit dat Achab Moby Dick enkel wil opjagen uit wraak, daar volgens hem Moby Dick niets te verwijten valt; dieren hebben immers geen besef van rede. Zijn pogingen Achab om te praten zijn tevergeefs.
StubbTweede stuurman
FlaskDerde stuurman
FleeceDe zwarte scheepskok
PipDe zwarte scheepsjongen, klein van stuk, uit Connecticut
QueequegEen goede vriend van Ismaël. Hij komt van het fictieve eiland Rokovoko in de Zuidzee en is de zoon van de hoofdman van een kannibalenstam. Hij wordt omschreven als een personage dat tussen de beschaving en “wilden” in valt.
TashtegoHarpoenier, Wampanoag
DaggooHarpoenier, is enorm lang en afkomstig uit een West-Afrikaanse kustplaats
FedallahEen harpoenier die door Achab aan boord is gehaald om hem te helpen bij de jacht op Moby Dick. Hij is een Parsi. Hij kan net als Achab erg intimiderend overkomen en wordt door de bemanning zelfs gezien als de duivel in de gedaante van een mens.

## Compositie
Het is niet met zekerheid te zeggen wanneer de conceptie van het boek bij Melville opkwam. Melvilles belevenissen op een walvisvaarder in 1841 vormen de basis van het boek. Een van de door Melville gebruikte bronnen is J. Ross Browne, Etchings of a Whaling Cruise (1846). Melville recenseerde dit boek voor de Literary World van 6 maart 1847. Gewoonlijk beschouwen onderzoekers de lente van 1850 als de periode waarin Melville met het schrijven van het boek begon. In die tijd verwittigde Melville zijn uitgever dat hij in de herfst van dat jaar een avonturenboek over de walvisvaart af zou hebben. Uiteindelijk duurde het een jaar langer.

### Autobiografische elementen
De basis voor de roman zijn Melvilles eigen ervaringen op walvisvaarders in 1840, 1841 en 1842. Volgens Wilson Heflin, die het meeste onderzoek aangaande Melvilles loopbaan als zeeman heeft verricht, monsterde Melville met Kerstmis 1840 aan op de Acushnet, een toen nieuwe walvisvaarder die aan haar eerste reis begon onder leiding van kapitein Valentine Pease. 
Volgens de bewaard gebleven lijst van bemanningsleden bestonden deze bij vertrek uit vier gezagvoerders (behalve de kapitein een eerste en tweede officier, en een derde maat), vier specialisten, waaronder een zwarte kok, en zestien manschappen. Onder deze laatste groep bevonden zich Melville zelf en de eveneens 21-jarige Richard T. Greene, die later samen zouden deserteren en het avontuur beleven dat Melville in zijn debuut Typee beschreef. 
De bemanning telde vijf buitenlanders, vier Portugezen en de Schotse timmerman. De rest waren (genaturaliseerde) Amerikanen, waaronder drie zwarten: twee gewone zeelieden en de scheepskok. Een derde van de bemanning had niet eerder op een walvisvaarder gevaren.

### Bronnen over walvissen en walvisjacht

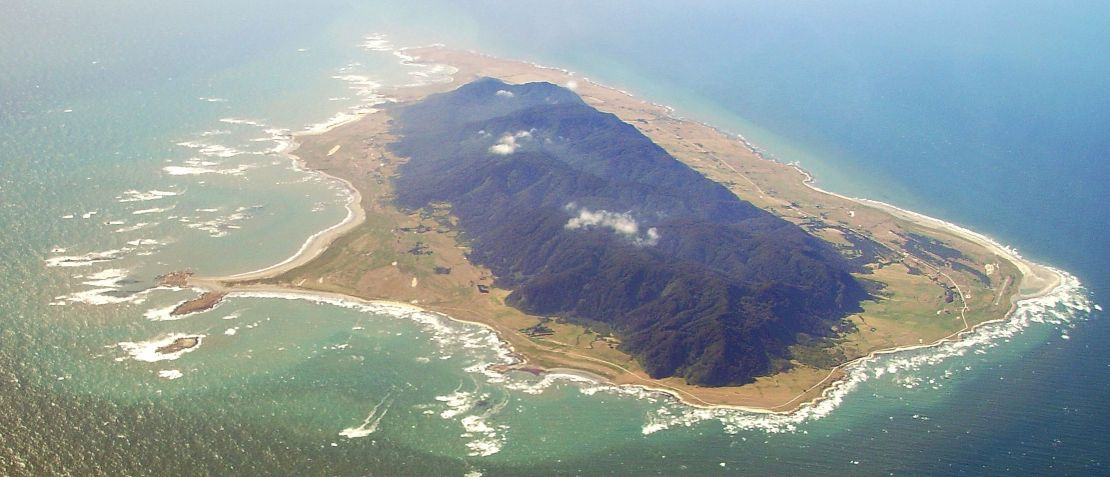
Mocha Dick was een witte walvis die begin 19e eeuw regelmatig in de omgeving van het Zuid-Amerikaanse eiland Mocha werd waargenomen.

### Matroos Ismaël en verteller Ismaël

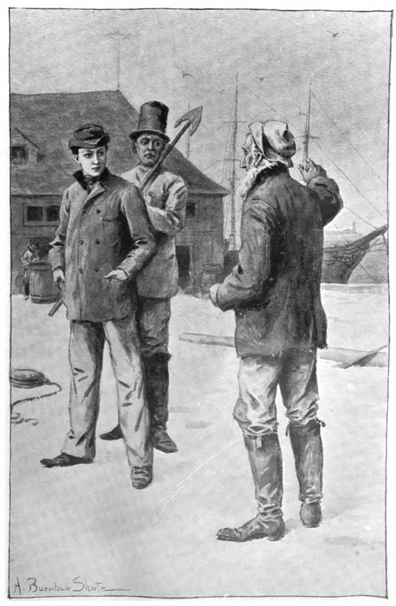
Ismaël (links) en Queequeg zoeken hun weg naar de Pequod.

### Verwantschap en verwijzingen

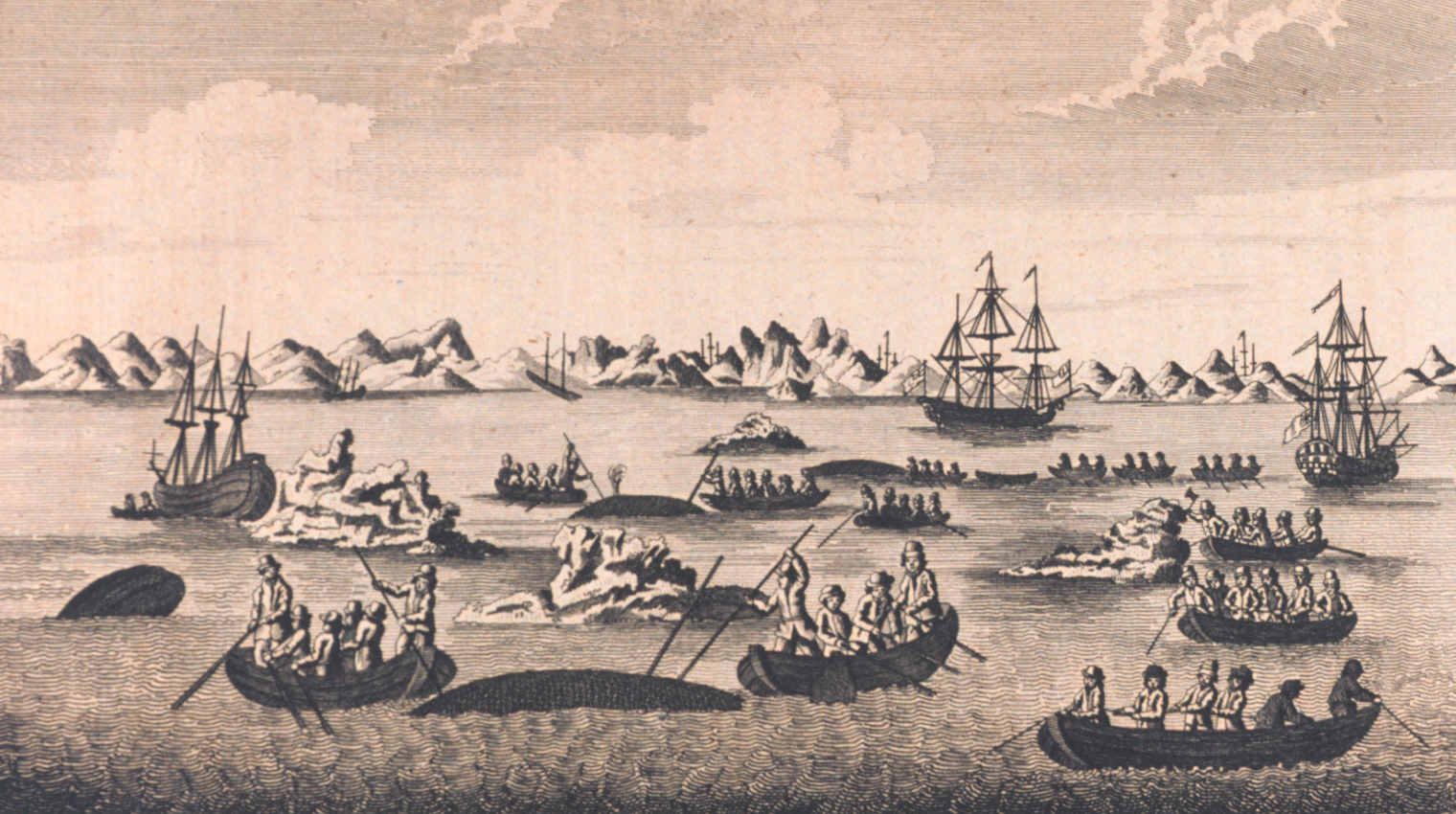
Afbeelding van de walvisvaart uit het boek Captain Cook's First, Second, Third and Last Voyages

### Films

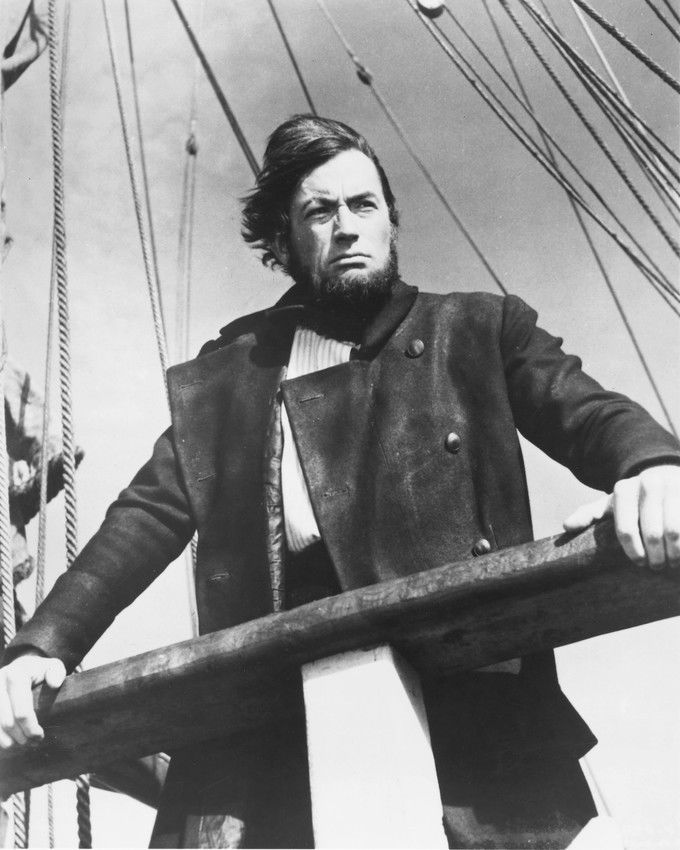
Gregory Peck als Achab in John Hustons Moby Dick (1956)